# Phrixgnathus sorenseni
Phrixgnathus sorenseni är en snäckart som först beskrevs av Powell 1955.  Phrixgnathus sorenseni ingår i släktet Phrixgnathus och familjen punktsnäckor. Inga underarter finns listade i Catalogue of Life.